# Alexander Nikolajewitsch Drosdezki
Alexander Nikolajewitsch Drosdezki (russisch Александр Николаевич Дроздецкий; * 11. Oktober 1981 in Moskau, Russische SFSR) ist ein russischer Eishockeyspieler, der zuletzt bei Awtomobilist Jekaterinburg in der Kontinentalen Hockey-Liga unter Vertrag stand.

## Karriere
Alexander Drosdezki begann seine Karriere als Eishockeyspieler in der Nachwuchsabteilung des SKA Sankt Petersburg, für dessen Profimannschaft er von 1999 bis 2001 in der russischen Superliga aktiv war. In diesem Zeitraum wurde er zudem im NHL Entry Draft 2000 in der dritten Runde als insgesamt 94. Spieler von den Philadelphia Flyers ausgewählt, für die er allerdings nie spielte. Stattdessen spielte der Flügelspieler jeweils zwei Jahre lang für die Superliga-Teilnehmer HK ZSKA Moskau und Ak Bars Kasan, wobei er die Saison 2004/05 bei Neftechimik Nischnekamsk beendete. Den Großteil der folgenden Spielzeit verbrachte er beim HK Awangard Omsk, ehe er eineinhalb Jahre lang für seinen Ex-Klub SKA Sankt Petersburg spielte. Nachdem er die Saison 2007/08 bei der zweiten Mannschaft des SKA in der drittklassigen Perwaja Liga beginnen musste, schloss er sich dem HK Spartak Moskau an, für den er in der Saison 2008/09 in der neu gegründeten Kontinentalen Hockey-Liga auf dem Eis stand.
Die Saison 2009/10 begann Drosdezki bei Sewerstal Tscherepowez. Bereits nach elf Spielen wechselte er für die folgenden eineinhalb Jahre innerhalb der KHL zu seinem Ex-Klub Neftechimik Nischnekamsk. Zur Saison 2011/12 wurde der Russe vom KHL-Teilnehmer Awtomobilist Jekaterinburg verpflichtet, für den er anschließend 18 KHL-Partien absolvierte.

### International
Für Russland nahm Drosdezki 2004 an der Euro Hockey Tour teil. In zwei Spielen blieb er dabei punkt- und straflos. 

## KHL-Statistik
(Stand: Ende der Saison 2010/11)